# Lampa Nernsta

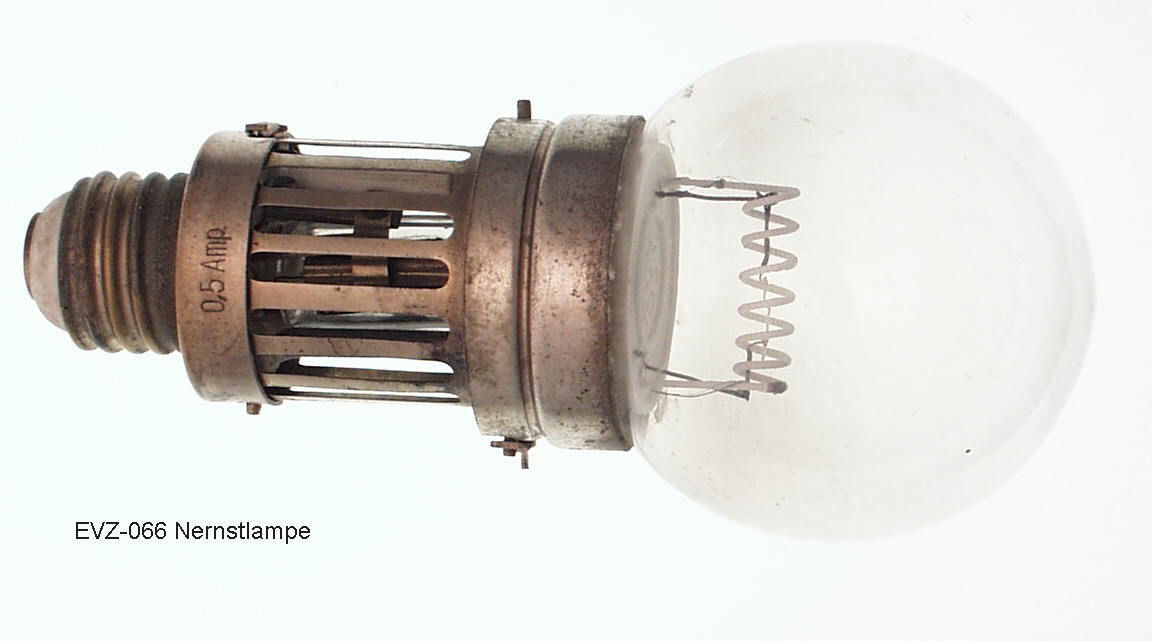
lampa Nernsta, model z kloszem, na prąd stały 95V (0,5A).

Lampa Nernsta – jedna z pierwszych żarówek. Jej żarnikiem był ceramiczny pręcik, nieulegający utlenianiu na powietrzu, tak więc szklana osłona tej lampy nie musiała być wcale szczelna.
Wynaleziona przez niemieckiego fizyka i chemika Walthera Nernsta w 1897, była mniej więcej dwa razy wydajniejsza niż wcześniejsza żarówka z żarnikiem węglowym i wytwarzała światło o widmie zbliżonym do światła dziennego. Konstrukcję lampy komplikowała konieczność użycia dodatkowego elementu rozgrzewającego ceramiczny żarnik, który w temperaturze pokojowej nie przewodził prądu. Początkowo dość popularne, lampy Nernsta zostały wyparte przez tańsze i znacznie wydajniejsze żarówki z żarnikiem wolframowym.
Obecnie lampę te wykorzystuje się powszechnie jako źródło promieniowania podczerwonego.